# Een Rits te Ver
Een Rits te Ver is een komedie geschreven door Jon van Eerd. Het stuk ging in oktober 2005 in première en betekende de doorbraak voor Jon van Eerd als scriptschrijver. 
In Een Rits te Ver speelde Jon van Eerd de eigenaar van een camping die met sluiting wordt bedreigd. De regie was in handen van Caroline Frerichs. Een televisieregistratie werd op 1 januari 2007 uitgezonden door Omroep MAX.
In oktober 2024 gaat het vervolg van deze voorstelling in première. 

## Rollen
- Jon van Eerd – Harrie Vermeulen
- Nienke van Hassel – Lies Vermeulen
- Pamela Teves – Maya Hak
- Marjolein Algera – Karin van Kralingen
- Lucie de Lange – Lang Leng Hop
- Bram Bart – Norbert Leis
- Koen Iking – Jasper Leis

De productie werd genomineerd voor de Toneel Publieksprijs.